# Guibourtia chodatiana
Guibourtia chodatiana är en ärtväxtart som först beskrevs av Emil Hassler, och fick sitt nu gällande namn av J.Leonard. Guibourtia chodatiana ingår i släktet Guibourtia och familjen ärtväxter.

## Underarter
Arten delas in i följande underarter:
- G. c. chodatiana
- G. c. fruticosa